# أثرتون (مانشستر الكبرى)
أثرتون (/ˈæðərtən/) هي مدينة في متروبوليتان بورو في ويجان في مانشستر الكبرى، إنجلترا وتاريخيًا جزء من لانكشر.